# Liturgická barva
Liturgická barva je barva, jíž se odlišují obřadní roucha a jiná paramenta používaná v liturgii v určitý svátek, určité liturgické období nebo při jiné zvláštní příležitosti. Praxe užívání liturgických barev existuje především v římskokatolické církvi a některých církvích sjednocených s Římem, ve starokatolické církvi, anglikánské církvi, některých luterských církvích a některých dalších ritech. Liturgické barvy mají hluboký a prastarý symbolický význam a jejich užívání napříč liturgickým rokem není nahodilé. Odvíjí se od tradičního chápání jednotlivých barev ve starověkém a posléze i středověkém prostředí.
Liturgické barvy je nutné striktně odlišit od barev (kleriky, mozetty) určujících v římskokatolické církvi a některých dalších církvích pozici duchovního v rámci církevní hierarchie.

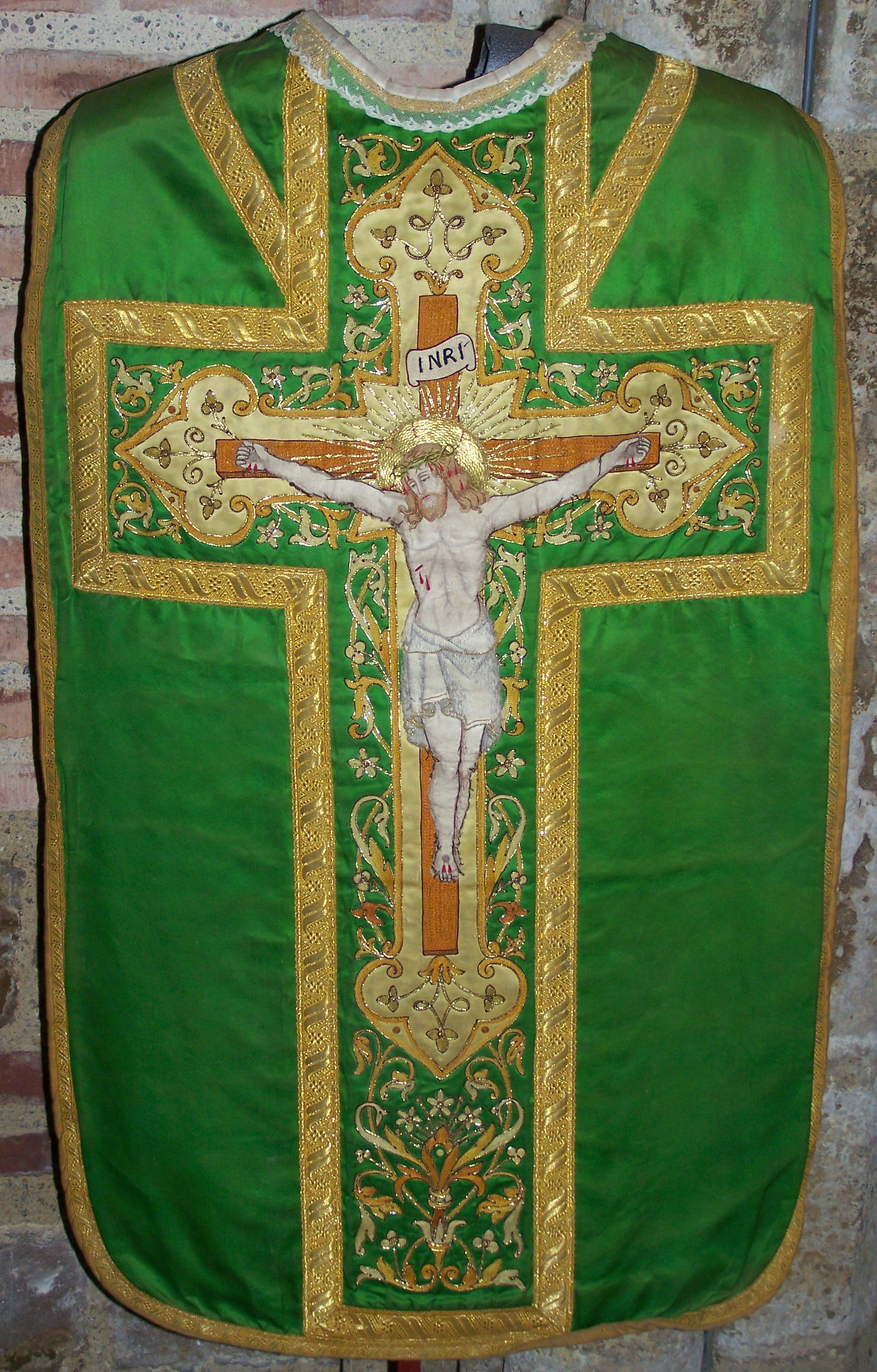
Ornát barokního typu v zelené barvě.

## Historický vývoj
Původ liturgických barev je třeba hledat v antických barvířských technikách, zejména v barvení za pomoci výměšku purpurových hlemýžďů. Čím byl oděv obarvený touto technikou tmavší, tím byl slavnostnější a vznešenější. Situace se mění v 9. - 10. století, když se prosazuje levnější technika barvení za pomoci rostlinných šťáv a v souvislosti s tím se mění i symbolické chápání jednotlivých barev. Tu nejslavnostnější nově nezaujímá temně purpurová, ale bílá, do té doby považována za barvu smutku (což se ostatně udrželo například v Ruské pravoslavné církvi, kdy se bílá barva nosí při pohřbech).
Vlastní kánon liturgických barev se ustálil kolem roku 1200, náznaky jsou ale již v době karolinské. První přesný popis zvyklostí spojených s užíváním liturgických barev podává Inocenc III. (papežem 1198–1216), později byl tento kánon přejat a doporučen Durandem Mendským na konci 13. století. Ovšem teprve Tridentský koncil (1545–1563) závazně předepsal tento kánon barev. Po II. vatikánském koncilu byl převzat s drobnými změnami.

## Římskokatolická liturgie
Římskokatolická liturgie rozlišuje 4 základní barvy: bílá, červená, zelená a fialová a dvě speciální - růžová (užívá se pouze 2× v roce a to ještě nepovinně) a černá (pro pohřby a 2. listopadu na Dušičky). Někdy lze vidět i modré mariánské ornáty, ale v českých zemích to není vnímáno jako samostatná liturgická barva, je povoleno jí však oficiálně užívat ve Španělsku, Portugalsku a bývalých španělských koloniích (např. Filipíny).[zdroj?] Všechny tyto barvy kromě černé a fialové může nahradit liturgické roucho ve zlaté barvě. V liturgických barvách bývá kněžský ornát či pluviál nebo štóla, dále antependium na oltáři a přehozy na ambonu, na kalichovém velu, palách a na přenosném pultíku pro liturgické texty.

### Předpisy před rokem 1969
| Barva   | Povinně se užívá | Volitelně se užívá (namísto předepsané liturgické barvy)                                                |
| ------- | --- | --- |
| Zelená  | - neděle a ferie v období po Duchu Sv. a v přebývajících nedělích po Zjevení Páně | |
| Fialová | - neděle a ferie adventní - neděle a ferie předpostní - neděle a ferie svatopostní - Služby Boží na Bílou sobotu (kromě Velikonoční vigilie) - při sv. zpovědi - při udělování sv. pomazání | - Dušičky - při Requiem a pohřbech                                                                      |
| Růžová  | Barva není povinně předepsána na žádný den v liturgickém roce. | - Neděle Gaudete (III. neděle adventní) - Neděle Laetare (IV. neděle svatopostní)                       |
| Bílá    | - doba vánoční až po Křest Páně - Zelený čtvrtek - doba velikonoční (od Velikonoční vigilie až po Svatodušní vigilii, ta je již v červené) - Slavnost Nejsvětější Trojice - Slavnost Narození sv. Jana Křtitele - svátky a slavnosti Páně krom těch, zasvěcených Jeho utrpení - marianské svátky a slavnosti, s možným užitím modré liturgické barvy či modrých doplňků - svátky andělů - svátky a slavnosti světců-nemučedníků a vyznavačů - svátek sv. Jana Evangelisty - svátek stolce sv. Petra - svátek Obrácení sv. Pavla - Slavnost Všech svatých - při křestních obřadech - svátost uzavírání manželství - svátost svěcení kněžstva | - při zádušních mších a pohřebních obřadech tam, kde to biskupská konference povolila - při votivní mši |
| Červená | - Květná neděle - Slavnost Seslání Ducha Sv. - svátky utrpení Páně - svátky mučedníků, apoštolů, a evangelistů - při udělování svátosti biřmování | - Svatodušní votivní mše - Při papežském pohřbu                                                         |
| Černá   | - Dušičky - Všech věrných zemřelých - Zádušní mše (Requiem) - Velký pátek | |

### Předpisy liturgických barev po roce 1969
Přehled užívání jednotlivých liturgických barev během liturgického roku v římském ritu řádné formy uvádí následující tabulka. Příslušná pravidla jsou zahrnuta ve Všeobecných pokynech k římskému misálu. Pro pohodlí liturgů je barva pro každý jednotlivý den uvedena v direktáři.
| Barva   | Povinně se užívá | Volitelně se užívá |
| ------- | --- | --- |
| Zelená  | - neděle a všední dny v liturgickém mezidobí | |
| Fialová | - neděle a všední dny v adventu - neděle a všední dny v době postní - liturgie Bílé soboty (nespadá sem Velikonoční vigilie) - u příležitosti svátosti smíření (zpovědi) - u příležitosti svátosti nemocných (pomazání nemocných) | - Památka všech věrných zemřelých (Dušičky) - zádušní mše (rekviem), pohřební liturgie                                                                |
| Růžová  | Barva není povinně předepsána na žádný den v liturgickém roce. | - neděle Gaudete (třetí neděle adventní) - neděle Laetare (čtvrtá neděle postní)                                                                      |
| Bílá    | - doba vánoční (od Vánoc do svátku křtu Páně) - Zelený čtvrtek - Bílá sobota - doba velikonoční (od Velikonoční vigilie do vigilie Seslání Ducha svatého) - slavnost Nejsvětější Trojice - svátky Páně (mimo těch spojených s utrpením Krista) - mariánské svátky (lze použít i barvu modrou) - svátky andělů - svátky světců, kteří nezemřeli mučednickou smrtí a vyznavačů - svátek sv. Jana Evangelisty - svátek Stolce sv. Petra - svátek Obrácení sv. Pavla - slavnost Narození sv. Jana Křtitele - slavnost Všech svatých - u příležitosti udílení svátosti křtu - u příležitosti udílení svátosti manželství - u příležitosti udílení svátosti kněžství (svěcení) | - zádušní mše (se souhlasem místní biskupské konference) - zádušní mše dítěte - votivní mše                                                           |
| Červená | - Květná neděle - Velký pátek - slavnost Seslání Ducha Svatého (= Letnice, neděle Pentecostes) - svátky spojené s utrpením Krista - svátky mučedníků, evangelistů a apoštolů - u příležitosti udílení svátosti biřmování | - tzv. červené mše (mše sloužené za soudce, právníky, učitele a studenty práv a představitele vlády) - svátky spojené s Duchem svatým - pohřeb papeže |
| Černá   | Barva není povinně předepsána na žádný den v liturgickém roce. | - Památka všech věrných zemřelých (Dušičky) - zádušní mše (rekviem), pohřební liturgie                                                                |

### Zlatá liturgická barva
Je to slavnostní barva, užívá se při těch největších církevních slavnostech a svátcích (pokud je předepsaná bílá liturgická barva).

## Starokatolická církev
Starokatolické církve mají vesměs podobný kánon liturgických barev jako římskokatolická církev, odlišnosti jsou minimální (neexistuje například modrá barva, vyskytují se drobné odlišnosti v používání některých barev). Liturgická praxe se však může v jednotlivých národních starokatolických církvích navzájem lišit.

## Anglikánská církev
V rámci Anglikánské církve nenalézáme pevně daný kánon liturgických barev, ty jsou pouze doporučeny a je v tomto ohledu povoleno respektovat lokální tradice. Oficiální web Anglikánské církve doporučuje následující 4 barvy:
| Barva   | Doporučené užití |
| ------- | --- |
| Bílá    | - doba vánoční (od Vánoc do svátku Uvedení Páně do chrámu) - doba velikonoční (od Velikonoční neděle do svatodušní vigílie) - slavnost Nejsvětější Trojice - svátky Páně - mariánské svátky - slavnost Všech svatých - svátky svatých, kteří nejsou uctíváni jako mučedníci - svátek zasvěcení kostela - u příležitosti svatého přijímání na Zelený čtvrtek - u příležitosti udílení svátosti manželství - u příležitosti udílení svátosti křtu, biřmování nebo kněžství (u těchto tří svátostí je ale preferována barva červená) - zádušní mše a pohřeb (vedle fialové a černé) - zádušní mše a pohřeb dítěte |
| Červená | - Svatý týden (mimo svatého přijímání na Zelený čtvrtek) - slavnost Seslání Ducha Svatého (Svatodušní svátky, neděle Pentecostes) - svátky mučedníků - svátky a úkony spojené s dary Ducha svatého (udílení svátostí křtu, biřmování, nebo kněžství) - může se užít v době mezi slavností Všech svatých a první adventní nedělí |
| Fialová | - advent (o třetí neděli adventní se může použít růžová) - v době postní od popeleční středy do květné neděle (o čtvrté neděli postní se připouští užití růžové) - zádušní mše a pohřby - Památka všech věrných zemřelých |
| Zelená  | - odpovídá zhruba římskokatolickému liturgickému mezidobí: - v době od svátku Uvedení Páně do chrámu do úterý před popeleční středou (Shrove Tuesday) - v době od svátku Seslání Ducha svatého do slavnosti Všech svatých - může se užít na slavnost Všech svatých nebo na první adventní neděli |

## Obec křesťanů
Obec křesťanů má stanoven jednotný kánon liturgických barev. Pro každé liturgické období je stanovena jednak hlavní liturgická barva pro antependium, kasuli, plášť, taláry ministrantů a vélum, jednak doplňková barva, která se objevuje na ornamentech kasule a límci pláště. Je-li doplňková barva stejná jako hlavní barva, pak se ornamenty kasule a límec pláště odlišují texturou materiálu (a s ní spojeným optickým rozdílem odstínu).
| Barva       | Jako hlavní barva | Jako doplňková barva                                                            |
| ----------- | --- | ------------------------------------------------------------------------------- |
| Fialová     | - liturgické mezidobí - při křtu pro talár kněze i ministranta - kdykoli, když není k dispozici roucho v kanonické barvě | - Vánoce                                                                        |
| Červená     | - Velikonoce (celých čtyřicet dní až do předvečera Nanebevstoupení) - Nanebevstoupení (celých deset dní až do předvečera Letnic) - při biřmování pro talár kněze i ministranta - při svatebním obřadu pro pokrývku stolu a pro talár kněze i ministranta | - při křtu pro podložku křestních substancí                                     |
| Bílá        | - Vánoce (celých dvanáct dní až do předvečera Epifanie) - Letnice - svatojánské období (čtyři neděle počínaje 24. červnem) |                                                                                 |
| Nachová     | - Epifanie (čtyři neděle počínaje 6. lednem) | - Epifanie                                                                      |
| Modrá       | - Advent (čtyři neděle před Vánoci) - při křtu pro pokrývku stolu | - Advent                                                                        |
| Růžová      | - svatomichaelské období (čtyři neděle počínaje 29. zářím) |                                                                                 |
| Černá       | - pašijové období (čtyři neděle před Velikonocemi) - zádušní mše - pohřební obřady | - pašijové období - zádušní mše - pohřební obřady                               |
| Oranžová    | | - liturgické mezidobí - kdykoli, když není k dispozici roucho v kanonické barvě |
| Zelená      | | - Velikonoce                                                                    |
| Zlatá       | | - Nanebevstoupení                                                               |
| Žlutá       | | - Letnice - svatojánské období                                                  |
| Bledězelená | | - svatomichaelské období                                                        |

## Pravoslavná liturgie
Ve východních ritech se nevyskytuje žádný jednotný kánon liturgických barev, jisté zvyklosti týkající se užívání určitých barev nalézáme v byzantském ritu a zejména v řecké církvi. Hojně jsou liturgické barvy rozlišovány v ruské církvi. Obecně je nejvíce užívanou barvou zlatá. 

### Byzantský ritus
Byzantský ritus, v němž jsou slouženy bohoslužby všech východních pravoslavných církví a východních katolických církví, nemá jednoznačně stanovený systém liturgických barev. Bohoslužebné knihy však rozlišují striktně světlé a tmavé barvy parament.
Řecká pravoslavná církev užívá často tmavě, vínově červenou pro nejslavnostnější svátky a dále během roku širokou škálu jiných barev, nejčastěji zlatou a bílou.
U liturgie slovanského pravoslaví, které bylo historicky ovlivněno západní liturgickou tradicí, nalézáme podrobnější a přesnější rozdělení liturgických barev během církevního roku:
| Barva                        | Běžné použití | Další použití / poznámky |
| ---------------------------- | --- | --- |
| Zlatá                        | - vždy, když není předepsána jiná barva | |
| Světle modrá                 | - mariánské svátky (v pravoslaví zvanéTheotokos) - svátky svatých archandělů                                                                                           | - kostely zasvěcené Panně Marii (Theotokos) smějí světle modrou užívat namísto zlaté - na několika místech je světle modrá užívána i o svátku Křtu Páně - často během Uspenského půstu (před svátkem Zesnutí přesvaté Bohorodice; analogický svátek k římskokatolickému svátku Nanebevzetí Panny Marie), ne však na svátek Proměnění Páně |
| Purpurová nebo tmavě červená | - soboty a neděle během Velkého půstu | - na mnoha místech je tato barva nošena pouze ve všedních dnech Velkého půstu a světlé barvy (bílá, zlatá) jsou užívány o velkopostních sobotách a nedělích |
| Červená                      | - Zelený čtvrtek - svátek Povýšení sv. Kříže - svátek Stětí sv. Jana Křtitele - svátky mučedníků - půst před svátkem Narození Páně - Apoštolský (Petro-pavlovský) půst | - Velikonoce (Athos a Jeruzalém) - Vánoce (Athos a Jeruzalém) - mariánské svátky - Theokotos (Athos) - někde také během Uspenského půstu, ne však na svátek Proměnění Páně |
| Zelená                       | - Květná neděle - Letnice - svátky světců, kteří nezemřeli mučednickou smrtí                                                                                           | - svátek Povýšení sv. Kříže (lokálně, např. v Jeruzalémě) |
| Černá                        | - všední dny během Velkého půstu - všední dny během Svatého týdne (kromě Zeleného čtvrtku)                                                                             | - černá se užívá v hojnějším počtu ve slovanské tradici než v řecké |
| Bílá                         | - Velikonoce - Vánoce - svátek Křtu Páně - jiné velké svátky Páně | - pohřby (během celého roku včetně Svatého týdne) |

### Ruská pravoslavná církev
Ruská pravoslavná církev se v rodině pravoslavných církví liší počtem i užitím liturgických barev. Nastol'naya Kniga Sviashchenno-sluzhitelia uvádí až osm liturgických barev, jednotné předpisy pro jejich užívání ale nejsou. Tabulka uvádí jejich nejběžnější užití:
| Barva                        | Obvyklé použití | Další užití                                                                                         |
| ---------------------------- | --- | --------------------------------------------------------------------------------------------------- |
| Zlatá                        | - svátky Páně - svátky proroků - svátky apoštolů - svátky tří hierarchů (sv. Basila, sv. Jana Zlatoústého a sv. Řehoře Teologa) - vždy, když není předepsána jiná barva                                                           | |
| Světle modrá                 | - mariánské svátky (Theotokos) - svátek Uvedení Páně do chrámu - svátek Zvěstování Panny Marie - svátky beztělesných mocností (archandělů Gabriela, Rafaela, Uriela, Salafaela, Jehudiela, Barachiela a Jeremiela) - svátky panen | - pátý pátek v Půstu - Uspenský půst do svátku Povýšení sv. Kříže, u karpatských Rusů až do adventu |
| Purpurová nebo tmavě červená | - Zelený čtvrtek - soboty a neděle Půstu | - všední dny během Půstu                                                                            |
| Červená                      | - svátky mučedníků - svátek sv. Petra a Pavla - Advent - svátky andělů - svátek Povýšení sv. Kříže | - Velikonoce (Athos a Jeruzalém) - Vánoce (Athos a Jeruzalém)                                       |
| Zelená                       | - Květná neděle - Letnice - Pondělí po Letnicích - svátky svatých, kteří nezemřeli mučednickou smrtí - svátky proroků - svátky andělů                                                                                             | - od Letnic do svátku sv. Petra a Pavla (u karpatských Rusů)                                        |
| Černá                        | - všední dny během Půstu | - pohřby ve všední dny (karpatští Rusové)                                                           |
| Bílá                         | - slavnost Zjevení Páně - svátek Proměnění Páně - doba velikonoční - pohřby | - svátek Křtu Páně - slavnost Narození Páně                                                         |
| Oranžová nebo rezavá         | | - Apoštolský půst - od svátku sv. Petra a Pavla do Proměnění Páně                                   |

## Luterská liturgie
Z evangelických církví používají liturgické barvy zejména tradiční luterské církve. Základní používané barvy jsou fialová, bílá, červená a zelená, vedle nich se místně či při zvláštních příležitostech používají ještě černá, růžová a modrá.[zdroj?]

### Fialová liturgická barva
Fialová barva se používá v přípravných obdobích před hlavními svátky, respektive v dobách pokání, tedy v době adventní a pašijové a v Den pokání a modlitby.[zdroj?]

### Bílá liturgická barva
Bílá barva se používá v době vánoční, epifanijní a velikonoční, jakož i o některých menších svátcích.[zdroj?]

### Červená liturgická barva
Červená barva se používá na Květnou neděli, na Velký pátek a při Svatodušních svátcích

### Zelená liturgická barva
Zelená barva se používá v době církevního mezidobí

### Černá liturgická barva
Černá barva se používá o pohřbech a případně na Velký pátek